# Laurence Hobgood
Laurence Hobgood es un pianista norteamericano de jazz, conocido especialmente por su larga asociación con el cantante y compositor Kurt Elling. 

## Biografía
Hijo de un profesor universitario, la infancia de Laurence Hobgood transcurre de ciudad en ciudad hasta que su familia se instaló definitivamente en Dallas, Texas, donde Hobgood comenzó a recibir clases de piano clásico a la edad de seis años. Con doce años descubrió comenzó a tocar blues acompañando a los músicos de la iglesia local y formó un grupo de country ("The Kingsmen") donde tocaba el Fender Rhodes. Al final de su adolescencia se traslada nuevamente a Illinois donde comienza su educación formal en el jazz en la Universidad de Illinois/Champaign-Urbana, donde trabajaba su padre.
Tras graduarse, Hobgood se instala en Chicago en 1988, donde forma sus propios tríos de jazz y comienza a integrarse en la animada escena local. Entre otros, trabaja con el excepcional guitarrista Fareed Haque y con el baterista Paul Wertico, un antiguo integrante de Pat Metheny Group, registrando varios discos a su nombre. En 1993 conoce al vocalista Kurt Elling y entre ellos se establece una química inmediata: Hobgood se convierte en el coproductor ejecutivo de todos los discos de Elling,  se hace cargo de la dirección musical de su banda, de los arreglos y de algunas de las composiciones, y es el único miembro de la banda original de Elling que permanece junto al cantante hasta la actualidad.  
En 1995, Hobgood y Elling son nombrados Ciudadanos del Año por el periódico Chicago Tribune. Desde entonces ambos han recorrido los festivales de jazz más importantes de todo el mundo, además de tocar regularmente en el club "Green Mill" de Chicago cuando no están de gira.

## Estilo y Valoración
Considerado como uno de los pianistas más refinados del momento, y como uno de los más brillantes, lo cierto es que el nombre de Laurence Hobgood se asocia inevitablemente al de Elling, no habiendo logrado aún una visibilidad comparable entre el gran público. Su estilo muestra una cara introspectiva y romántica, clara deudora del romanticismo intelectual de Bill Evans y de las raíces clásicas del pianista, y otra más agresiva y violenta, reflejo de la sensibilidad del Hobgood a ese "mundo absurdo" que da título, precisamente, a uno de sus trabajos.

## Discografía

### En Solitario
- 2000 - Left to My Own Devices...Live (piano solo)
- 2003 - State of the Union, con Brian Torff (b) y Paul Wertico (dr)
- 2005 - Crazy World, con Rob Amster (b) y Paul Wertico (dr)
- 2008 - When the Heart Dances, con Charlie Haden(b) y Kurt Elling (voc)

### Con Kurt Elling
- 1995 - Close Your Eyes
- 1997 - The Messenger
- 1998 - This Time it's Love
- 2000 - Live in Chicago
- 2000 - Live in Chicago Out Takes
- 2001 - Flirting with Twilight
- 2003 - Man in the Air
- 2007 - Nightmoves

## Colaboraciones
Laurence Hobgood ha grabado y tocado entre otros artistas con Ernie Watts, Jim Gailloreto, John Moulder, Brad Wheeler, Clark Terry, Gary Burton, Eddie Daniels, Sheila Jordan, Bob Mintzer, Mark Whitfield, Jackie Allen, Eden Atwood, o Bob Belden.